# Pluvier oriental
Anarhynchus veredus
Espèce
Synonymes
Charadrius veredus
Statut de conservation UICN

 LC  : Préoccupation mineure
Le Pluvier oriental (Anarhynchus veredus, anciennement Charadrius veredus) est une espèce d'oiseaux de la famille des Charadriidae.

## Répartition
Il niche à travers la Mongolie et régions limitrophes de la Russie et la Mandchourie. Il migre à travers l'est de la Chine et l'Asie du Sud-Est jusqu'en Indonésie et le nord de l'Australie.